# Vía crucis

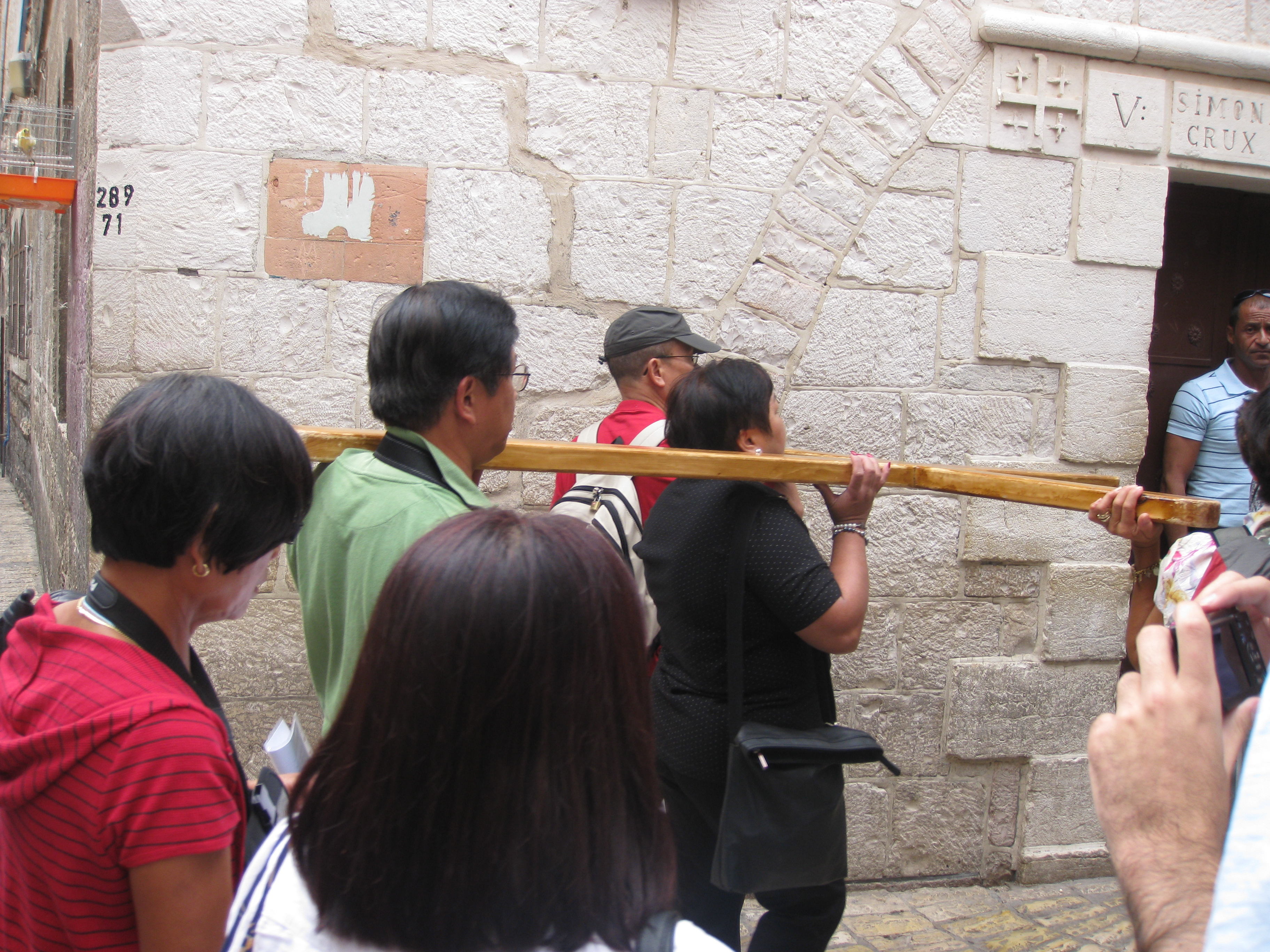
Peregrinos en la Vía Dolorosa ante la Quinta Estación.

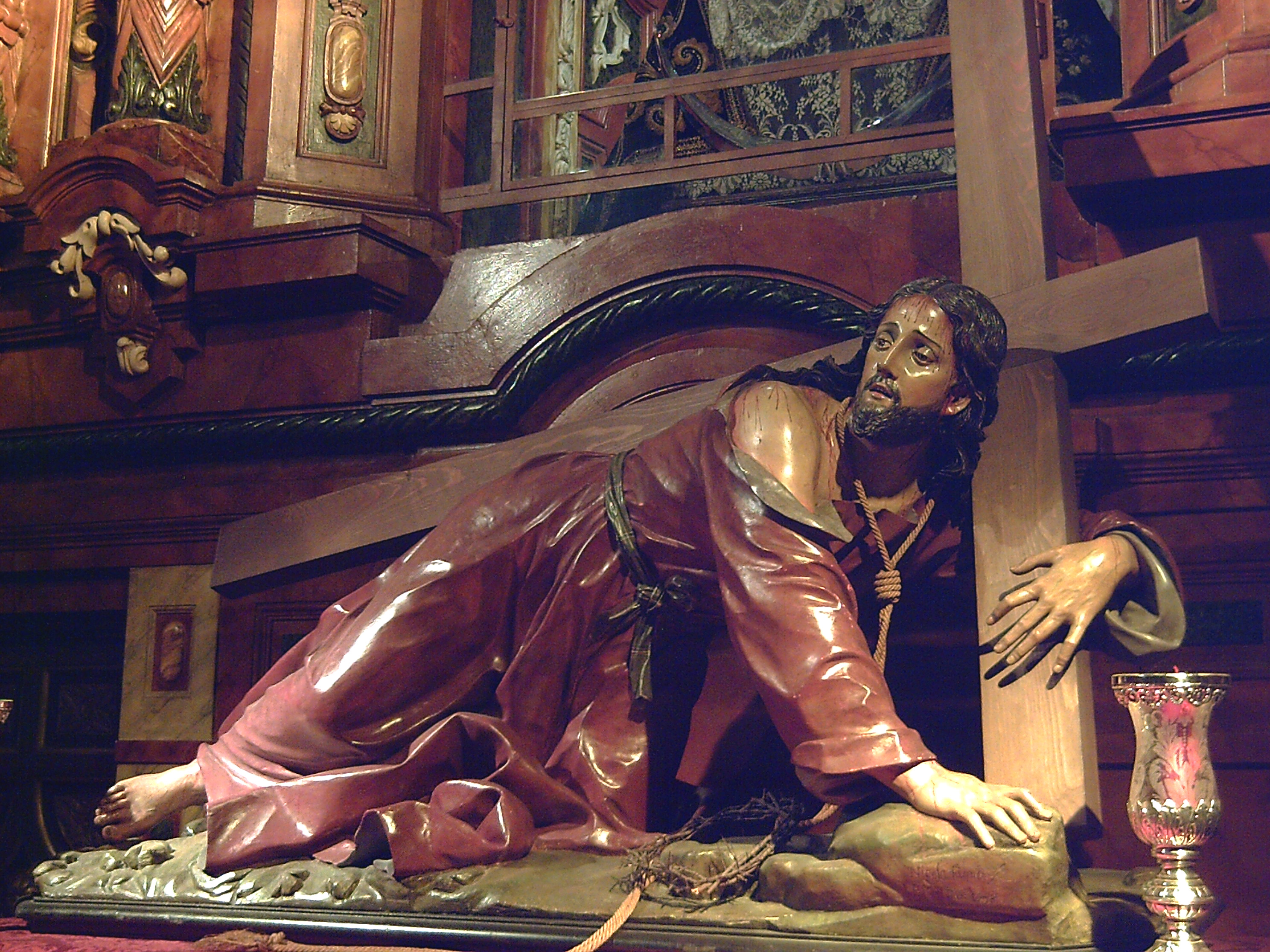
III estación. Cristo caído (1698), escultura de Nicola Fumo en la iglesia de San Ginés (Madrid).

El vía crucis o viacrucis (del latín via crucis, ‘camino de la cruz’) es una de las devociones o prácticas de oración más extendidas entre los católicos. Se realiza el Viernes Santo y los viernes de la Cuaresma y refiere los diferentes momentos vividos por Jesús de Nazaret desde su prendimiento hasta su crucifixión, sepultura y posterior resurrección. La expresión se usa también, comúnmente, para expresar todo tipo de dificultades que se presentan en la vida cuando se quieren alcanzar ciertos objetivos.
También conocido como «estaciones de la cruz» y «vía dolorosa», se trata de un acto de piedad, un camino de oración, basado en la meditación de la pasión y muerte de Jesucristo, en su camino al Calvario. El camino se representa con una serie de catorce imágenes de la Pasión, denominadas estaciones, correspondientes a incidentes particulares que, según la tradición católica, Jesús sufrió por la salvación de la humanidad basados en los relatos evangélicos y la tradición. Por extensión, también se llama viacrucis al recorrido de cruces que señalan un camino o una ruta donde se puede realizar este ejercicio piadoso.

## Historia

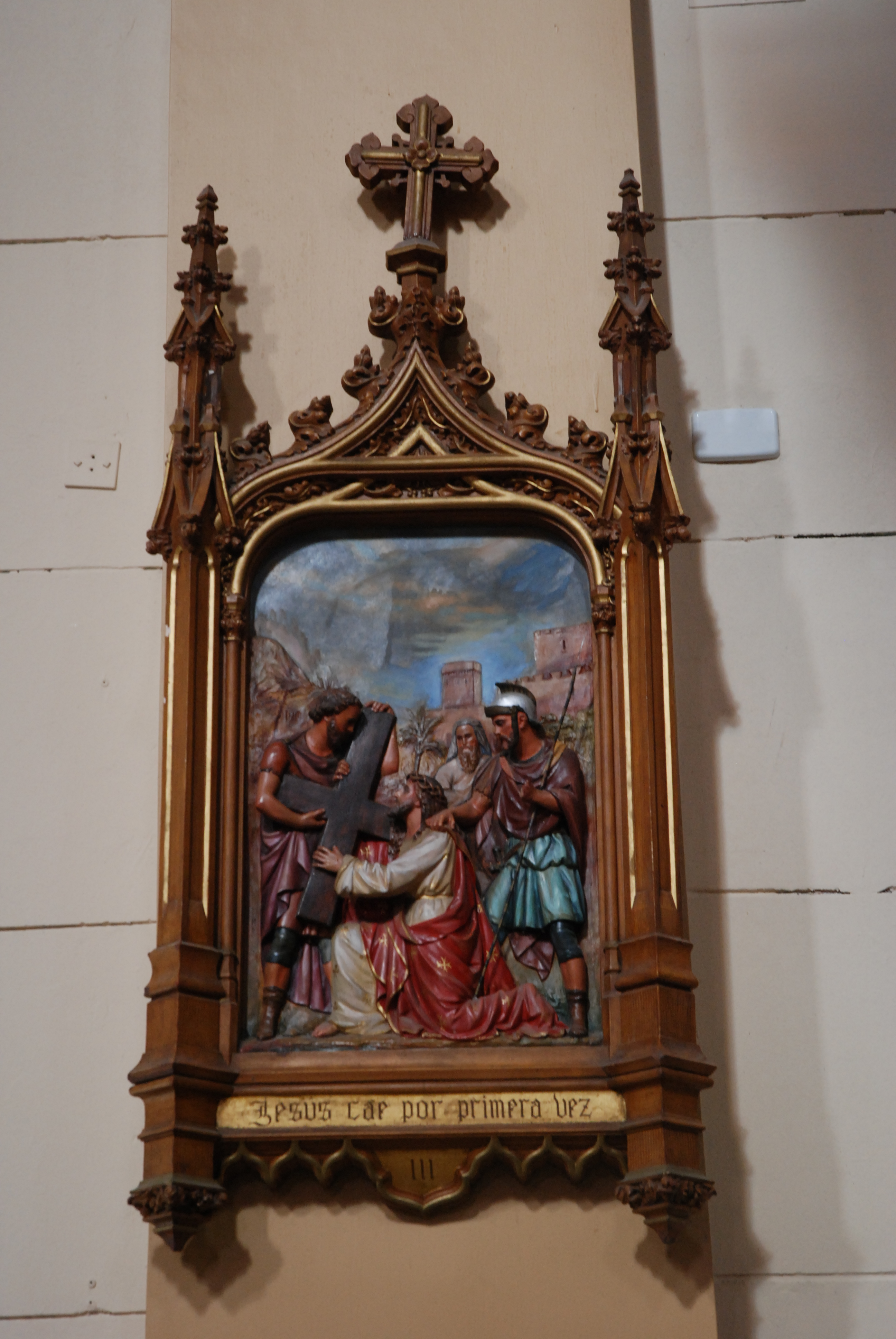
Tercera estación del viacrucis francés de 1820 expuesto en la Iglesia Matriz San Ignacio de Loyola, en Junín, Argentina.

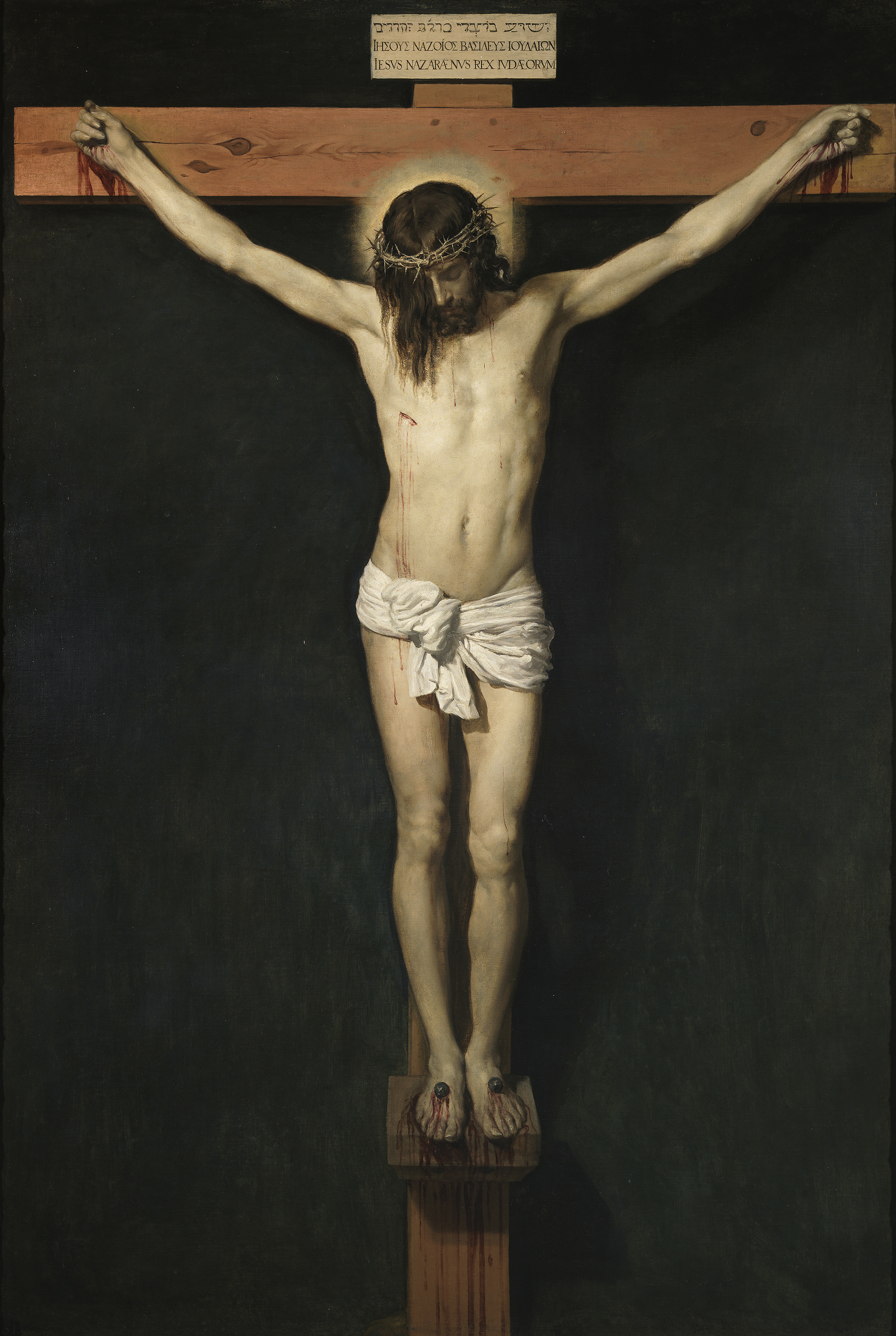
Cristo crucificado (h. 1632), por Velázquez (Prado, Madrid).

La costumbre de rezar las estaciones de la Cruz comenzó en Jerusalén. Ciertos lugares de la Vía Dolorosa (aunque no se llamaba así antes del siglo XVI) fueron reverentemente marcados desde los primeros siglos. Hacer allí las estaciones de la Cruz se convirtió en la meta de muchos peregrinos desde la época del emperador Constantino (siglo IV).
Según la tradición, la Santísima Virgen visitaba diariamente las estaciones originales y San Jerónimo, Padre de la Iglesia, escribió sobre la multitud de peregrinos de todos los países que visitaban los lugares santos en su tiempo. Sin embargo, no existe prueba de una forma fija para esta devoción en los primeros siglos. 
Desde el siglo XII los peregrinos escriben sobre la "Vía Sacra", como una ruta por la que pasaban recordando la Pasión. No sabemos cuándo surgieron las estaciones según las conocemos hoy, ni cuándo se comenzó a concederles indulgencias, pero probablemente fueron los franciscanos los primeros en establecer el vía crucis, ya que a ellos se les concedió en 1342 la custodia de los lugares más preciados de Tierra Santa. Tampoco está claro en qué dirección se recorrían, puesto que, según parece, hasta el siglo XV muchos lo hacían empezando en el Monte Calvario y retrocediendo hasta la casa de Pilato. 
Ferraris menciona las siguientes estaciones con indulgencias: 
- En los siglos XV y XVI se erigieron estaciones en diferentes partes de Europa. El Beato Álvaro de Córdoba, fraile dominico (m. 1430), que en su regreso de Tierra Santa construyó una serie de pequeñas capillas en el convento dominico de Córdoba en las que se pintaron las principales escenas de la Pasión en forma de estaciones. Por la misma época, la Beata Eustochia, clarisa, construyó Estaciones similares en su convento en Mesina. Hay otros ejemplos. Sin embargo, la primera vez que se conoce el uso de la palabra "Estaciones" utilizada en el sentido actual del vía crucis, se encuentra en la narración del peregrino inglés Guillermo Wey sobre sus visitas a la Tierra Santa en 1458 y en 1462. Wey ya menciona catorce estaciones, pero solo cinco de ellas corresponden a las que se usan hoy día, mientras que siete solo remotamente se refieren a la Pasión.

En los tiempos medievales, pocas de las Estaciones mencionan la segunda (Jesús carga con la cruz) ni la décima (Jesús es despojado de sus vestiduras). Por otro lado, algunas que hoy no aparecen, eran antes más comunes. Entre estas, el balcón desde donde Pilato pronunció Ecce Homo (he aquí el hombre).
Comprendiendo la dificultad de peregrinar a la Tierra Santa, el papa Inocencio XI concedió en 1686 a los franciscanos el derecho de erigir Estaciones en sus iglesias y declaró que todas las indulgencias anteriormente obtenidas por visitar devotamente los lugares de la Pasión del Señor en Tierra Santa las podían en adelante ganar los franciscanos y otros afiliados a la orden haciendo las Estaciones de la Cruz en sus propias iglesias según la forma acostumbrada (siendo el franciscano Leonardo de Puerto Mauricio su mayor propagador). Inocencio XII confirmó este privilegio en 1694 y Benedicto XIII lo extendió en 1726 a todos los fieles. En 1731 Clemente XII lo extendió aún más permitiendo las indulgencias en todas las iglesias, siempre que las Estaciones fueran erigidas por un padre franciscano con la sanción del ordinario (obispo local). Al mismo tiempo fijó definitivamente en catorce el número de Estaciones. Benedicto XIV exhortó en 1742 a todos los sacerdotes a enriquecer sus iglesias con el rico tesoro de las Estaciones de la Cruz. En 1773 Clemente XIV concedió la misma indulgencia, bajo ciertas circunstancias, a los crucifijos bendecidos para el rezo de las Estaciones, para el uso de los enfermos, los que están en el mar, en prisión u otros impedidos de hacer las Estaciones en la iglesia. La condición es que sostengan el crucifijo en sus manos mientras rezan Padre Nuestro, el Ave María y el Gloria un número determinado de veces. Estos crucifijos especiales no pueden venderse, prestarse ni regalarse sin perder las indulgencias, ya que son propios para personas en situaciones especiales. En 1857 los obispos de Inglaterra recibieron facultades de la Santa Sede para erigir ellos mismos las Estaciones con indulgencias cuando no hubiese franciscanos. En 1862 se quitó esta última restricción y los obispos obtuvieron permiso para erigir las Estaciones, ya sea personalmente o por delegación, siempre que fuese dentro de su diócesis.

## Realización y actualización
La costumbre es hacer un recorrido grupal que puede tener lugar dentro del templo o por las calles, deteniéndose en cada estación y rezando una oración en cada una, una lectura de algún pasaje del evangelio y una reflexión y jaculatorias. La piedad dejó o hizo que el arte produjera obras maravillosas para representar las distintas escenas del vía crucis. Existen vía crucis monumentales en muchos lugares, como el vía crucis de Lorca, el de Ortigueira, que recorre las principales calles de esta villa costera, acompañando a Jesús Nazareno hacia el Monte Calvario, cerro sobre el que se construyeron una serie de ermitas a comienzos del siglo XVII, como alternativa a los peregrinos que no pudieran desplazarse a Tierra Santa, o en Mérida. Otros vía crucis conocidos se encuentran en Lourdes, Montserrat.

## Estaciones
La forma tradicional de esta práctica piadosa consta de las siguientes catorce estaciones.
1. Jesús es condenado a muerte (San Mateo 27:26. San Marcos 15:15. San Lucas 23:24-25. San Juan 19:16.)
2. Jesús carga con la Cruz. (San Mateo 27:31. San Marcos 15:20. San Juan 19:17)
3. Jesús cae por primera vez.
4. Jesús encuentra a María, su Santísima Madre. (San Juan 19:25-27)
5. Simón de Cirene ayuda a llevar la Cruz de Jesús. (San Mateo 27:32. San Marcos 15:21. San Lucas 23:26)
6. Verónica limpia el rostro de Jesús.
7. Jesús cae por segunda vez.
8. Jesús consuela a las mujeres de Jerusalén. (San Lucas 23:27-31)
9. Jesús cae por tercera vez.
10. Jesús es despojado de sus vestiduras. (San Mateo 27:35. San Marcos 15:24. San Lucas 23:34. San Juan 19:23-24)
11. Jesús es clavado en la Cruz. (San Mateo 27:35. San Marcos 15:24. San Marcos 15:24. San Lucas 23:33. San Juan 19:18)
12. Jesús muere en la Cruz. (San Mateo 27:50. San Marcos 15:37. San Lucas 23:46. San Juan 19:30)
13. Jesús es bajado de la cruz y puesto en brazos de su Madre. (San Juan 19:38-40)
14. Jesús es sepultado. (San Mateo 27:59-60. San Marcos 15:46. San Lucas 23:53-54. San Juan 19:41-42)

Al empezar la primera estación -luego igual con todas- se dice: 
Te adoramos Cristo y te bendecimos, que por tu santa cruz redimiste al mundo
Se reza el Padrenuestro, Ave maría y, en vez del Gloria se dice:
Señor, pequé, tened piedad y misericordia de mi
Al final se suele rezar una oración para la petición y aceptación de una buena muerte.

## Regulaciones actuales sobre las indulgencias

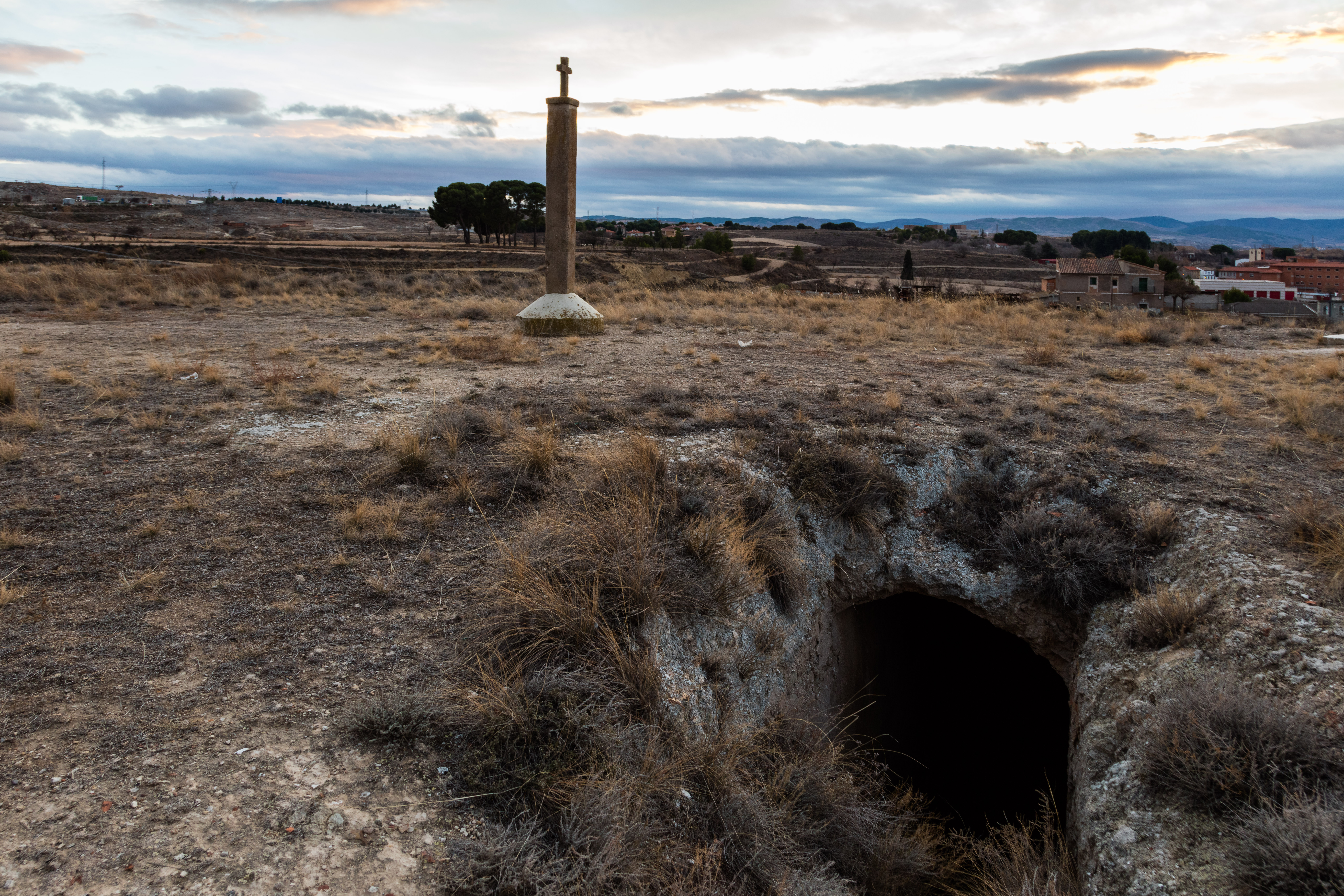
Histórica cruz de un vía crucis en Calatayud, España.

Publicadas en el Enchiridion Indulgentiarum Normae et Concessiones, en mayo de 1986, Librería Editrice Vaticana:

Se concede indulgencia plenaria a los fieles cristianos que devotamente hagan las Estaciones de la Cruz.

El ejercicio devoto de las Estaciones de la Cruz ayuda a renovar nuestro recuerdo de los sufrimientos de Cristo en su camino desde el praetorium de Pilato, donde fue condenado a muerte, hasta el Monte Calvario, donde por nuestra salvación murió en la cruz.

Las normas para obtener estas indulgencias plenarias son [cita requerida]:
1. Deben hacerse ante Estaciones de la Cruz erigidas según la ley.
2. Debe haber catorce cruces. Para ayudar en la devoción estas cruces están normalmente adjuntas a catorce imágenes o tablas representando las estaciones de Jerusalén.
3. Las Estaciones consisten en catorce piadosas lecturas con oraciones vocales. Pero para hacer estos ejercicios solo se requiere que se medite devotamente la pasión y muerte del Señor. No se requiere la meditación de cada misterio de las estaciones.
4. El movimiento de una Estación a la otra. Si no es posible a todos los presentes hacer este movimiento sin causar desorden al hacerse las Estaciones públicamente, es suficiente que la persona que lo dirige se mueva de Estación a Estación mientras los otros permanecen en su lugar.
5. Las personas que están legítimamente impedidas de satisfacer los requisitos anteriormente indicados, pueden obtener indulgencias si al menos pasan algún tiempo, por ejemplo, quince minutos en la lectura devota y la meditación de la Pasión y muerte de nuestro Señor Jesucristo.
6. Otros ejercicios de devoción son equivalentes a las Estaciones de la Cruz, aún en cuanto a indulgencias, si estos nos recuerdan la Pasión y muerte del Señor y están aprobados por una autoridad competente.
7. Para otros ritos. Los patriarcas pueden establecer otros ejercicios devotos en memoria de la Pasión y muerte de nuestro Señor, en manera similar a las Estaciones de la Cruz. Dejando claro que todo por lo que Jesús murió en la cruz fue por nosotros, para poder salvarnos.

Los requisitos de arriba son necesarios para obtener las indulgencias, pero siempre que se hacen las Estaciones con devoción en cualquier lugar, ya sea públicamente o en privado, se obtendrán muchas gracias. Claro que deben hacerse de corazón, con sincera intención de conversión. 
Las Estaciones de la Cruz se pueden hacer con gran beneficio todo el año y son especialmente significativas durante la Cuaresma. Cada Viernes Santo, el Papa dirige las Estaciones de la Cruz desde el Coliseo en Roma para recordar a los mártires y nuestro llamado a seguir sus pasos.

### Reforma de Juan Pablo II

Las catorce estaciones del via crucis en la Iglesia de Nuestra Señora de la Asunción en Villamelendro de Valdavia. Ilustraciones de Pascual. Ediciones Barsal (Barcelona) 1920s.

El Viernes Santo de 1991, con la autoría de Juan Pablo II, se creó un nuevo viacrucis con 15 Estaciones basadas todas ellas en momentos del Nuevo Testamento, ya que el primigenio se basa en pasajes recogidos de la Tradición cristiana, algunos recogidos en los evangelios apócrifos, entre los que se encontraban el encuentro de Jesús con María, su madre y el acto en el que la Santa Mujer Verónica le enjuga el rostro a Jesús. Este nuevo viacrucis comienza con la oración de Jesús en el huerto de Getsemaní y finaliza con la sepultura de Jesús. A veces, se añade una Décima quinta Estación dedicada a la Resurrección de Cristo. Fue un intento de acercar ecuménicamente a todas las confesiones cristianas, y aunque se usa alternativamente al tradicional, en ningún caso lo ha sustituido.
El nuevo viacrucis es:
- Primera Estación: Jesús en el huerto de los Olivos.
- Segunda Estación: Jesús, traicionado por Judas, es arrestado.
- Tercera Estación: Jesús es condenado por el Sanedrín
- Cuarta Estación: Jesús es negado por Pedro
- Quinta Estación: Jesús es condenado a muerte por Pilato
- Sexta Estación: Jesús es flagelado y coronado de espinas.
- Séptima Estación: Jesús carga la cruz.
- Octava Estación: Jesús es ayudado por Simón el Cirineo a llevar la cruz.
- Novena Estación: Jesús consuela a las mujeres de Jerusalén.
- Décima Estación: Jesús es crucificado.
- Undécima Estación: Jesús promete su reino al buen ladrón.
- Duodécima Estación: Jesús en cruz, su madre y el discípulo
- Decimotercera Estación: Jesús muere en la cruz.
- Decimocuarta Estación: Jesús es sepultado.
- Decimoquinta Estación: Jesús Resucita de entre los muertos [Vigilias Pascuales].